# Tapeinochilos ananassae
Espèce
Classification phylogénétique
Tapeinochilos ananassae, aussi appelée rose de Malaisie ou  reine de Malaisie, est une espèce de plantes à fleurs du genre Tapeinochilos et de la famille des Costaceae. C'est une plante vivace rhizomateuse originaire de Malaisie, Indonésie, Papouasie-Nouvelle-Guinée et Australie.
Elle aime la lumière mais pas trop le soleil.
Les bractées, très visibles, sont d'un rouge profond. La couleur des fleurs est jaune-orange.
Les tiges peuvent atteindre 2,5 m de haut.
À Hawaii et en Indonésie la « rose de Malaisie » est cultivée dans des jardins ombragés dans des sols moites.
Le ferme maintien des inflorescences cireuses permet d'obtenir des fleurs coupées de longue durée dans les arrangements de fleurs tropicales.
Dans leur aire d'origine, les oiseaux de la famille des Nectariniidés contribuent à la pollinisation de ces plantes.

## Synonymes
Selon World Checklist of Selected Plant Families (WCSP) (23 février 2012) :
- Costus ananassae Hassk., Abh. Naturf. Ges. Halle 9: 333 (1866)
- Costus pungens Teijsm. & Binn., Natuurk. Tijdschr. Ned.-Indië 29: 244 (1867)
- Tapeinochilos australis K.Schum., Bot. Jahrb. Syst. 27: 347 (1899)
- Tapeinochilos pungens (Teijsm. & Binn.) Miq., Ann. Mus. Bot. Lugduno-Batavi 4: 101 (1869)
- Tapeinochilos pungens var. queenslandiae F.M.Bailey, Queensl. Fl. 5: 1593 (1902)
- Tapeinochilos queenslandiae (F.M.Bailey) K.Schum. in H.G.A.Engler (ed.), Pflanzenr., IV, 46: 433 (1904)
- Tapeinochilos teysmannianus Warb., Bot. Jahrb. Syst. 13: 277 (1891)